# 諾蒙島
61°5′S 54°52′W / 61.083°S 54.867°W

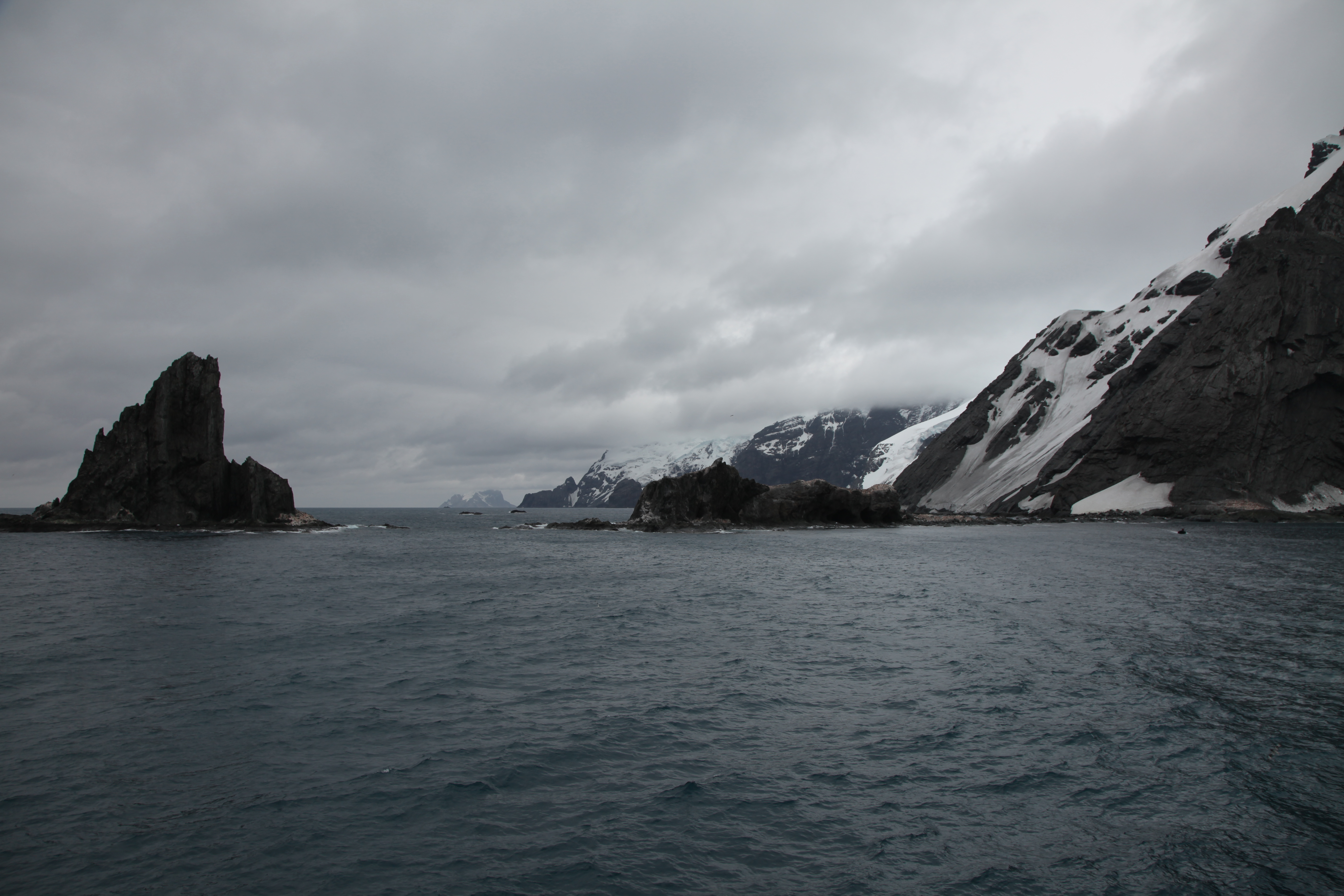
諾蒙島（左）和 懷爾德角（中右）

諾蒙島（Gnomon Island），是南極洲的島嶼，位於南設得蘭群島的象島，處於懷爾德角以北，由歐內斯特·沙克爾頓率領的探險隊繪入地圖，現時由南極條約體系管理。